# Palau de Kazdanga
El Palau de Kazdanga (en letó: Kazdangas pils; en alemany: Katzdangen) és un palau a la històrica regió de Curlàndia, al municipi d'Aizpute de Letònia. Es van establir diverses escoles agrícoles importants. El 2009 es van tancar i a l'edifici es troba el museu de Kazdangas així com el centre d'informació turística.

## Història
El primer edifici va ser fet de fusta i el nou palau va ser construït entre el 1800 i el 1804 en l'estil clàssic tardà, segons el projecte de l'arquitecte alemany JG Berlics.
Durant la Primera Guerra Mundial el palau va ser devastat novament. Va ser reconstruït entre 1925 a 1927. El 1930 l'Escola de Comerç Agrícola Kazdanga es va establir en el palau.